# مارسيلو بينيتيز (لاعب كرة قدم)
مارسيلو بينيتيز (بالإسبانية: Marcelo Benítez) هو لاعب كرة قدم أرجنتيني في مركز الدفاع، ولد في 13 يناير 1991 في مدينة سان فرانسيسكو سولانو في الأرجنتين. لعب مع غودوي كروز.

## وصلات خارجية
- مارسيلو بينيتيز (لاعب كرة قدم) على موقع قاعدة بيانات كرة القدم.إي يو (الإنجليزية)
- مارسيلو بينيتيز (لاعب كرة قدم) على موقع Soccerway.com (الإنجليزية)